# Prograph CPX
Prograph CPX（ぷろぐらふ しーぴーえっくす）とは、コーディングを必要としないオブジェクト指向型ビジュアルプログラミング言語。ビジュアルプログラミングというとHyperCardやREALbasicが挙げられるが、Prograph CPXはこれらとは全く異なるスタイルの開発環境である。この二つは主にGUIのデザインを視覚的に行うが、Prograph CPXはフローチャートのようにオブジェクトに命令や値を繋げてプログラムを構築していく。そのため、データフロー言語でもあると言える。
Prograph CPXは高価で、マイナーな開発環境であった。
当初はMacintosh用の開発環境だったが、Windows版がリリースされるとMac版はなくなった。しかし、現在はMartenTMというmacOSに対応した後継言語（公式かどうかは不明）が登場している。